# 2017 au cinéma
| Années du cinéma : 2014 - 2015 - 2016 - 2017 - 2018 - 2019 - 2020    |
| Décennies du cinéma : 1980 - 1990 - 2000 - 2010 - 2020 - 2030 - 2040 |

Cet article présente les faits marquants de l'année 2017 au cinéma.

## Événements
- Sortie de 7 Hosil, film sud-coréen réalisé par Lee Yong-seung.

## Festivals

### Berlin
- Le 67e festival s'est déroulé en février 2017.

### Cannes
- Le 70e festival s'est déroulé en mai 2017.

### Venise
- La 74e Mostra s'est déroulé d'août à septembre 2017.

### Autres festivals
- du 25 février au 4 mars : 25e Festival panafricain du cinéma et de la télévision de Ouagadougou ;
- du 20 au 25 mars : 18e Festival international du film d'Aubagne - Music & Cinema[1] ;
- du 12 au 17 juin : 41e festival d'animation d'Annecy ;
- du 30 juin au 8 juillet : Festival international du film fantastique de Neuchâtel ;
- du 14 au 22 octobre : 9e Festival Lumière à Lyon ;
- du 21 au 26 novembre : 25e Festival du cinéma russe à Honfleur.

## Récompenses

### Oscars
- La 89e cérémonie des Oscars s'est déroulée le 26 février 2017.

### Golden Globes
- La 74e cérémonie des Golden Globes s'est déroulée le 8 janvier 2017.

### César
- La 42e cérémonie des César s'est déroulée le 24 février 2017.

### Autres récompenses
- 25e Festival du cinéma russe à Honfleur : Grand Prix de la Ville de Honfleur : Arythmie de Boris Khlebnikov

## Principaux décès

### Premier trimestre
- 19 janvier: Miguel Ferrer, acteur, directeur de la photographie et monteur américain (61 ans)
- 25 janvier : John Hurt, acteur britannique (77 ans)
- 26 janvier: Mike Connors, acteur et producteur américain (91 ans)
- 27 janvier : Emmanuelle Riva, actrice et poétesse française (89 ans)
- 25 février : Bill Paxton, acteur, réalisateur et décorateur américain (61 ans)
- 12 mars : Jean-Claude Sachot, acteur français de doublage (73 ans)
- 22 mars: Tomás Milián, acteur et scénariste cubano-américain (84 ans)

### Deuxième trimestre
- 26 avril : Jonathan Demme, réalisateur, producteur et scénariste américain (73 ans)
- 4 mai : Victor Lanoux, acteur, producteur, scénariste et dramaturge français (80 ans)
- 9 mai : Michael Parks, acteur et chanteur américain (77 ans)
- 13 mai : Manuel Pradal, réalisateur et scénariste français (53 ans)
- 14 mai : Powers Boothe, acteur américain (68 ans)
- 23 mai : Roger Moore, acteur britannique (89 ans)
- 28 mai : Jean-Marc Thibault, acteur, réalisateur, scénariste et humoriste français (93 ans)
- 27 juin : Michael Nyqvist, acteur suédois (56 ans)

### Troisième trimestre
- 15 juillet : Martin Landau, acteur américain (89 ans)
- 16 juillet : George A. Romero, réalisateur américain (77 ans)
- 20 juillet : Claude Rich, acteur français (88 ans)
- 21 juillet : John Heard, acteur américain (71 ans)
- 27 juillet : Sam Shepard, acteur, réalisateur et scénariste américain (73 ans)
- 31 juillet :
  - Jeanne Moreau, actrice française (89 ans)
  - Jean-Claude Bouillon, acteur français (75 ans)
- 17 août : Sonny Landham, acteur américain (76 ans)
- 20 août : Jerry Lewis, acteur, producteur et réalisateur américain (91 ans)
- 22 août : Alain Berberian, réalisateur et scénariste français (64 ans)
- 26 août : Tobe Hooper, réalisateur américain (74 ans)
- 28 août : Mireille Darc, actrice et réalisatrice française (79 ans)
- 15 septembre : Harry Dean Stanton, acteur américain (91 ans)
- 17 septembre : José Salcedo, monteur espagnol (68 ans)

### Quatrième trimestre
- 9 octobre : Jean Rochefort, acteur français (87 ans)
- 17 octobre : Danielle Darrieux, actrice française (100 ans)
- 9 novembre:
  - Patrick Béthune, acteur français de doublage (61 ans)
  - John Hillerman, acteur américain (84 ans)
- 5 décembre :
  - Johnny Hallyday, chanteur et acteur français d'origine belge (74 ans)
  - Jean d'Ormesson, écrivain, chroniqueur, philosophe, académicien et acteur français (92 ans)
- 15 décembre : Darlanne Fluegel, actrice américaine (64 ans).
- 27 décembre : Serge Bourrier, acteur français spécialisé dans le doublage (85 ans)